# Liste der Biografien/Fey
Liste der Biografien |
Portal Biografien |
Personensuche
# |
A |
B |
C |
D |
E |
F |
G |
H |
I |
J |
K |
L |
M |
N |
O |
P |
Q |
R |
S |
T |
U |
V |
W |
X |
Y |
Z |
?
 
Fa |
Fe |
Ff |
Fh |
Fi |
Fj |
Fk |
Fl |
Fm |
Fn |
Fo |
Fr |
Ft |
Fu |
Fy
 
Fea |
Feb |
Fec |
Fed |
Fee |
Fef |
Feg |
Feh |
Fei |
Fej |
Fek |
Fel |
Fem |
Fen |
Feo |
Fer |
Fes |
Fet |
Feu |
Fev |
Few |
Fey |
Fez
Die Liste der Biografien führt alle Personen auf, die in der deutschsprachigen Wikipedia einen Artikel haben. Dieses ist eine Teilliste mit 103 Einträgen von Personen, deren Namen mit den Buchstaben „Fey“ beginnt.

## Fey
- Fey (* 1973), mexikanische Popsängerin
- Fey Schneider, Bernardo (1910–1989), römisch-katholischer Ordensgeistlicher deutscher Abstammung, Bischof von Potosí
- Fey, Anton (1916–1997), deutscher Unternehmer und Verbandsfunktionär
- Fey, Carl (1867–1939), deutscher Dekorations-, Landschafts-, Genre-, Tier-, Porträt- und Stilllebenmaler der Düsseldorfer Schule
- Fey, Carl Otto (1894–1971), deutscher Maler und Zeichner
- Fey, Charles August (1862–1944), deutsch-amerikanischer Erfinder
- Fey, Clara (1815–1894), deutsche katholische OrdensgründerinClara Fey (1815–1894)

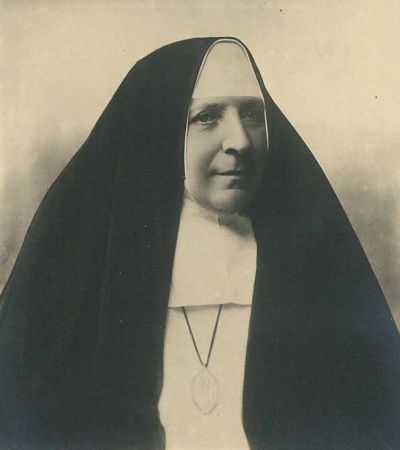
Clara Fey (1815–1894)

- Fey, Claus (* 1955), deutscher Handball-Nationalspieler
- Fey, Emil (1886–1938), österreichischer Politiker der Ersten Republik
- Fey, Friedrich Wilhelm (1854–1933), deutscher Staatsbeamter
- Fey, Fritz (* 1940), deutscher Kameramann, Gründer des Theaterfigurenmuseums Lübeck
- Fey, Georg (1878–1955), deutscher Politiker (SPD), MdL
- Fey, Georg (1882–1959), deutscher Politiker (CSU)
- Fey, Gudrun (* 1943), deutsche Autorin, Rednerin und Rhetoriktrainerin
- Fey, Hanne (1907–1957), deutsche Schauspielerin und Synchronsprecherin
- Fey, Hermann (1886–1964), deutscher Musikpädagoge, Autor und Gründer der Lübecker Singschule
- Fey, Herta (1913–1992), deutsche Schwimmerin
- Fey, Jörg Michael (1950–1996), deutscher Biologe
- Fey, Katrin (* 1967), deutsche Politikerin (Die Linke), MdB
- Fey, Kevin (* 1990), Schweizer Eishockeyspieler
- Fey, Max (* 1979), deutscher Filmeditor
- Fey, Nikolaus (1881–1956), fränkischer Mundartdichter
- Fey, Paul (* 1998), deutscher Organist, Komponist und YouTuber
- Fey, Peter (1928–2015), deutscher Hochschullehrer, Professor für Informationstechnik
- Fey, Rudolf (1914–1999), deutscher Offizier der Wehrmacht, Mitgründer des NKFD
- Fey, Thomas (* 1960), deutscher Dirigent und Pianist
- Fey, Tina (* 1970), US-amerikanische Autorin, Komödiantin und SchauspielerinTina Fey (* 1970)

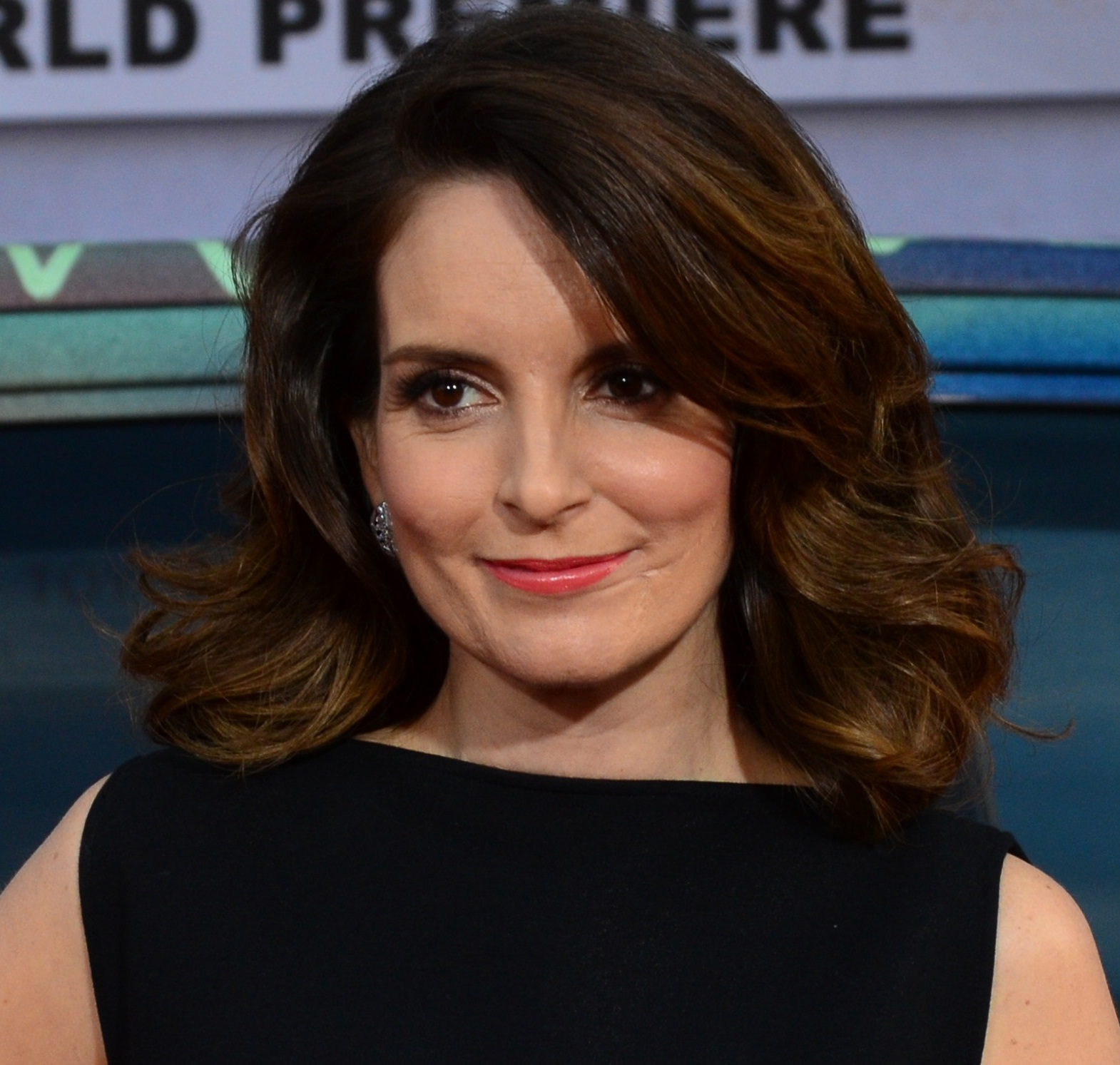
Tina Fey (* 1970)

- Fey, William R. (1942–2021), US-amerikanischer Ordensgeistlicher, römisch-katholischer Bischof von Kimbe

### Feya
- Feyaerts, Fernand (1882–1927), belgischer Schwimmer und Wasserballspieler

### Feyd
- Feydeau, Georges (1862–1921), französischer Dramatiker
- Feyder, Jacques (1885–1948), französisch-belgischer Filmregisseur
- Feyder, Jean (* 1947), luxemburgischer Diplomat
- Feyder, Mike (* 1975), luxemburgischer Basketballspieler und -trainer
- Feydt, Georg (1907–1972), deutscher Ingenieur

### Feye
- Feye, Norma (* 1975), deutsche Schriftstellerin
- Feyel, August (1881–1963), deutscher Maler
- Feyen, Jacques-Eugène (1815–1908), französischer Genremaler
- Feyen, Kornelius (1886–1957), deutscher Pädagoge und Maler
- Feyen-Perrin, Augustin (1826–1888), französischer Maler
- Feyer, Edwin (1888–1948), deutscher Geodät
- Feyer, Ursula (1901–1989), deutsche Linguistin und Phonetikerin
- Feyerabend, Adolf (1842–1891), deutscher Fabrikant und Politiker
- Feyerabend, Christian (1629–1696), Bürgermeister von Königsberg
- Feyerabend, David Jakob (1531–1618), Bürgermeister Heilbronns
- Feyerabend, Erich (1889–1945), deutscher Grafiker, Maler und Zeichner
- Feyerabend, Ernst (1867–1943), deutscher Rundfunkpionier und Staatssekretär
- Feyerabend, Friedrich August (1809–1882), Bürgermeister von Heiligenbeil und Abgeordneter
- Feyerabend, Georg Heinrich (1640–1685), Bürgermeister von Heilbronn
- Feyerabend, Gerhard (1898–1965), deutscher Generalleutnant im Zweiten Weltkrieg
- Feyerabend, Holm (* 1970), deutscher Basketballspieler
- Feyerabend, Isaac (1654–1724), deutscher Bürgermeister
- Feyerabend, Johann David (1643–1716), Bürgermeister in der Reichsstadt Heilbronn (1683–1716)
- Feyerabend, Joseph (1493–1543), Jurist und Reformator
- Feyerabend, Kurt (1885–1939), deutscher Architekt
- Feyerabend, Lucas (* 1687), Schweizer Schreiner und Bildhauer
- Feyerabend, Ludwig (1855–1927), deutscher Prähistoriker, Direktor des Kaiser-Friedrich-Museums Görlitz
- Feyerabend, Markus (* 1971), deutscher Segelkunstflieger
- Feyerabend, Maurus (1754–1818), deutscher katholischer Geistlicher
- Feyerabend, Nicolaus, Zimmermann und Baumeister der Marienburger Nogatbrücke
- Feyerabend, Paul (1924–1994), österreichischer Philosoph und WissenschaftstheoretikerPaul Feyerabend (1924–1994)

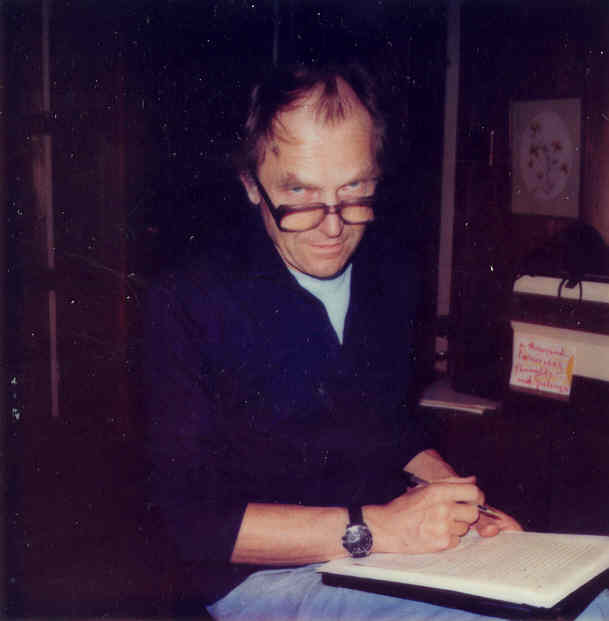
Paul Feyerabend (1924–1994)

- Feyerabend, Sigmund (1528–1590), deutscher Verleger
- Feyerabend, Stefan (1932–2018), deutscher Maschinenpapierwasserzeichenspezialist und Sammler
- Feyerabend, Stephan (1523–1574), Jurist und Dichter
- Feyerabend, Walter (1891–1962), deutscher Offizier, zuletzt Generalleutnant der Luftwaffe im Zweiten Weltkrieg, Reitsportler
- Feyerbacher, Renate (* 1941), deutsche Journalistin
- Feyerer, Ewald (* 1958), österreichischer Pädagoge und Hochschullehrer
- Feyerer-Fleischanderl, Margit (* 1959), österreichische bildende Künstlerin
- Feyerfeil, Edwin (1887–1950), tschechoslowakischer Politiker (DNP)
- Feyerfeil, Emil von (1842–1917), österreichischer Polizeirat und Schachmeister
- Feyerherm, Fritz (1935–2008), deutscher Rugby-Union-Spieler, -Schiedsrichter, Sportfunktionär und Lehrer
- Feyerick, Ferdinand (1865–1920), belgischer Degenfechter

### Feyf
- Feyferlik, Jakob (* 1996), österreichischer Balletttänzer

### Feyg
- Feygenberg, Rokhl (1885–1972), jiddisch- und hebräischsprachige Schriftstellerin und Pädagogin
- Feygin, Michael (* 1975), deutscher Schachgroßmeister

### Feyl
- Feyl, Achim (1960–2021), deutscher Fußballspieler
- Feyl, Othmar (1914–1999), deutscher Bibliothekar
- Feyl, Renate (* 1944), deutsche Schriftstellerin
- Feyler, Fernand (1863–1931), Schweizer Jurist, Redaktor und Hochschulprofessor
- Feyler, Marie (1865–1947), Schweizer Ärztin und Feministin
- Feyler, Rudolf (1870–1949), deutschbaltischer Maler und Dekorateur in Riga

### Feyn
- Feyner, Konrad, deutscher Buchdrucker
- Feyner-Meister, Holzschneider
- Feynman, Joan (1927–2020), US-amerikanische Astrophysikerin
- Feynman, Richard (1918–1988), US-amerikanischer Physiker und Nobelpreisträger des Jahres 1965Richard Feynman (1918–1988)

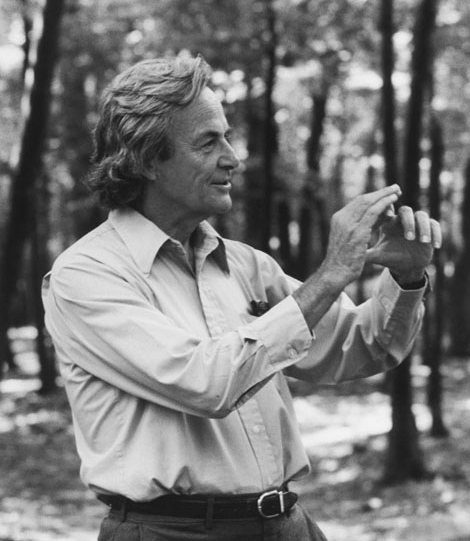
Richard Feynman (1918–1988)

### Feyo
- Feyock, Georg (1902–1971), deutscher Notar

### Feyp
- Feypo, Adam de, Leutnant

### Feyr
- Feyrer, Gundi (* 1956), deutsche bildende Künstlerin und Schriftstellerin
- Feyrer, Johannes (1891–1958), deutscher Politiker (CDU)
- Feyrer, Renate (* 1966), österreichische Judoka
- Feyrer, Sebastian (* 1997), österreichischer Fußballspieler
- Feyrsinger, Peter (* 1954), österreichischer Skirennläufer
- Feyrsinger, Thomas (* 1976), österreichischer Golfsportler
- Feyrstein, Johann Evangelist (1735–1779), altösterreichischer Orgelbauer
- Feyrter, Friedrich (1895–1973), österreichischer Pathologe

### Feys
- Feysa, Hawi (* 1999), äthiopische Langstreckenläuferin

### Feyt
- Feyte, Jean (1903–1996), französischer Filmeditor

### Feyz
- Feyzdjou, Chohreh (1955–1996), iranische Künstlerin
- Feyzioğlu, Metin (* 1969), türkischer Jurist, Vorsitzender der Anwaltskammer der Türkei
- Feyzioğlu, Turhan (1922–1988), türkischer Jurist und Politiker
- Feyzioğlu, Yücel (* 1946), türkischer Kinderbuchautor und Satiriker
- Feyziyev, Cavanşir (* 1963), aserbaidschanischer Politiker, Mitglied der Nationalversammlung
- Feyzullayev, Əkpər (* 1945), aserbaidschanischer Geologe und Geochemiker
- Feyzullayev, Nicat (1932–2001), aserbaidschanischer Zoologe mit dem Fachgebiet der Helminthologie (parasitäre Würmer)